# Paleis van Herodes (Caesarea)
Het Paleis van Herodes in Caesarea is gebouwd door Herodes de Grote en functioneerde als zijn zomerpaleis. Het is gebouwd in de tijd waarin Herodes de stad Caesarea bouwde (plm. 22-10 v.Chr.). Herodes koos deze locatie vermoedelijk vanwege het gunstige klimaat: vergeleken met het hete binnenland van het Joodse land, is het aan de kust 's zomers aangenaam koel. Klimatologische overwegingen speelden ook een rol bij de bouw van Herodes' winterpaleis bij Jericho.
In 1976 zijn er voor het eerst opgravingen naar het paleis in Caesarea verricht, onder leiding van Ehud Netzer. Tussen 1990 en 1992 verrichtte Netzer er opnieuw opgravingen, samen met Kathryn Gleason en B. Burrell.

## Architectuur
Herodes liet het paleis bouwen aan het uiteinde van een landtong bij Caesarea, waardoor het aan drie zijden door de Middellandse Zee omgeven werd. Aan deze drie zijden was het paleis voorzien van imposante zuilengalerijen.
In het midden van het paleis lag een groot zwembad, dat via waterkanaaltjes werd gevuld met zoet water, afkomstig van meer landinwaarts gelegen bronnen. Een groot triclinium keek uit over het zwembad. Het triclinium had een mozaïekvloer en kunstig versierde plafonds. Ook had Herodes in zijn paleis een badhuis in Romeinse stijl laten aanleggen. Archeologen hebben veel kostbaar aardewerk en andere voorwerpen gevonden die geïmporteerd zijn vanuit andere plaatsen in het Romeinse Rijk en die bij andere opgravingen in Israël gewoonlijk niet zijn aangetroffen.
Bij opgravingen zijn sporen gevonden die wijzen op restauratiewerkzaamheden, die vermoedelijk gedateerd moeten worden aan het einde van Herodes' leven of korte tijd later. Het pleisterwerk op een aantal muren, dat oorspronkelijk rood van kleur was, werd wit geschilderd en sommige trappen zijn ontdaan van de siersteentjes die erop waren aangebracht.

## Eerste eeuw na Chr.
In de tijd dat Judea een provincia was, kozen de praefecti en procuratores het paleis van Herodes in Caesarea als hun praetorium. Anders dan Herodes, woonden zij het hele jaar door in het paleis in Caesarea.
In het Bijbelboek Handelingen 23:23-35 wordt het paleis van Herodes in Caesarea genoemd als de plaats waar de apostel Paulus gedurende twee jaar verbleef als gevangene van de Romeinse procuratoren Antonius Felix en Porcius Festus.

## Latere geschiedenis
Anders dan de meeste paleizen van Herodes de Grote is het paleis in Caesarea in de Joodse Oorlog niet verwoest. Op zuilen die op het terrein van het paleis zijn gevonden, hebben archeologen diverse inscripties gevonden, afkomstig uit verschillende periodes, die verwijzen naar personen uit de tweede, derde en vierde eeuw. Hieruit kan worden opgemaakt dat het paleis in deze periode nog steeds gebruikt werd en dat van hieruit vermoedelijk de regio bestuurd werd.
Uit gevonden aslagen blijkt dat het paleis uiteindelijk in een gewapend treffen is verwoest, vermoedelijk bij de invasie van de Perzen en de Arabieren in de zevende eeuw.